# Девушка с Петровки
«Девушка с Петровки» — американский комедийно-драматический фильм 1974 года с Голди Хоун и Хэлом Холбруком в главных ролях по роману Джорджа Фейфера.

## Сюжет
Джо (Хэл Холбрук) — циничный американский журналист, которому поручили работать в Советском Союзе, где он знакомится с Октябриной (Голди Хоун), энергичной и эксцентричной русской балериной, которая живёт нелегально, без надлежащих документов. Их завязавшийся роман открывает новые возможности для обоих; но также обращает на себя внимание советской власти.

## В ролях
- Голди Хоун — Октябрина
- Хэл Холбрук — Джо
- Энтони Хопкинс — Костя
- Грегуар Аслан — министр
- Антон Долин — Игнатьич
- Бруно Винтцелл — Александр
- Зоран Андрич — Леонид
- Ханна Хертеленди — судья
- Мария Суколова — старуха
- Зитто Казанн — торговец паспортами на чёрном рынке
- Ингер Дженсен — Хельга Ван Дам
- Раймонд О’Киф — водитель министра
- Ричард Марнер — пресс-секретарь Кремля
- Майкл Яниш — начальник милиции Валиников
- Гарри Тауб — американский репортер

## Производство
Изначально руководство киностудии Universal Pictures планировало создать в фильме атмосферу, как можно более похожую на Советский Союз, и, несмотря на то, что советское руководство отказало в визах и сотрудничестве с голливудской киностудией, продюсеры договорились с кинематографистами, чтобы некоторые натурные съемки проходили в Белграде, Югославия. Но прибыв в Белград, продюсеры узнали, что югославские кинематографисты компании Inex Films внезапно разорвали уже готовый контракт с Universal Pictures по нераскрытым причинам всего за две недели до начала съемок, и съёмки пришлось перенести в Вену, что вызвало временные трудности в организации логистики, переезд киногруппы в Австрию и перепланирование бюджета фильма. Режиссёр Роберт Эллис Миллер сообщил руководству студии, что комическую и политическую тему фильма надо развить и использовать абсурдность ситуации, чтобы усилить сценарий, так как подозревал, что решение Inex было принято под давлением Москвы. Югославский чиновник отрицал это, но сообщил, что югославская «Инекс» боялась оскорбить Советский Союз таким комичным антисоветским фильмом в разгар Холодной войны.

## Критика
Нора Сэйр из New York Times написала, что «Голди Хоун не может играть русскую», а Хэлу Холбруку ничего не остается, кроме как покачивать головой, когда он думает о том, как она снисходительно улыбается, когда он смотрит на неё… Разумеется, ни один из исполнителей не смог воспользоваться сценарием" Артур Д. Мерфи из журнала Variety написал: «„Комедийные“ клише за 25 лет холодной войны и недавняя разрядка напряженности Никсона не виновны в провале „Девушки с Петровки“ — причина в плохо сделанном сценарии и режиссуре. В этой шестой постановке Ричарда Д. Занака и Дэвида Брауна для Universal снимались Голди Хоун, чья неуклюжая игра не смогла изобразить русскую версию свободомыслящего человека, и Хэл Холбрук, который в одиночку не смог оживить эту бесплодную и простую комедию-драматургию».
Джин Сискел из Chicago Tribune дал фильму 1,5 звезды из 4. Он назвал эту историю «безвкусной» и написал о Голди Хоун, что «ей так и не удалось изобразить русский акцент. Её диалект плавно перемещается от Волги до Миссисипи во время одного предложения».